# Тригранка річкова
Тригра́нка річко́ва, або дрейсе́на річко́ва (Dreissena polymorpha) — поширений вид двостулкових молюсків родини тригранкових (Dreissenidae). Зустрічається у прісних і солонуватих водах басейнів Чорного і Каспійського морів.

## Інвазія

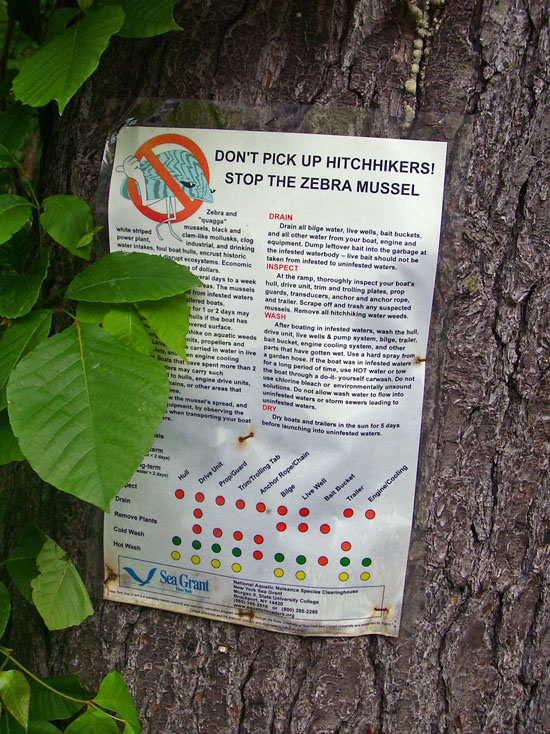
Плакат, що застерігає від штучного поширення тригранки у водосховищі Тітікус, штат Нью-Йорк

Є вселенцем у Північній Америці, Великій Британії, країнах Західної Європи. Завдає значної шкоди, заселяючи гідротехнічні споруди, труби, а також чіпляючись до водних рослин і тварин.
Розселення тригранки річкової почалося з Угорщини в 1794 році. З 1820-х років почалася колонізація дрейсеною Великої Британії. У 1827 році була зафіксована в Нідерландах біля Роттердама. Розселенню сприяла велика кількість штучних каналів, що були збудовані у західній Європі. Вселенцем вважається також у Чехії в Лабі з 1893 р.; але у південній Моравії цей вид є аборигенним. Приблизно в 1920 р. цей вид відзначений у Швеції.
В Італії був уперше зафіксований на півночі в озері Гарда в 1973 році; у центральній Італії знайдений у Тоскані в 2003 р.
У 1988 р. відзначений у Канаді у Великих озерах, а саме в озері Сен-Клер, що лежить на північ від Детройта і Віндзора. Скоріш за все до Великих озер вони потрапили із баластними водами суден. Подальшому розширенню ареалу тригранки сприяють річкові раки, до панцира яких вони прикріплюються.